# باول غرين (مهندس)
باول غرين (بالإنجليزية: Paul Green) هو مهندس أمريكي، ولد في 1924 في تشابل هيل في الولايات المتحدة، وتوفي في 22 مارس 2018.